# بلاثاس دي سوبيرانيا

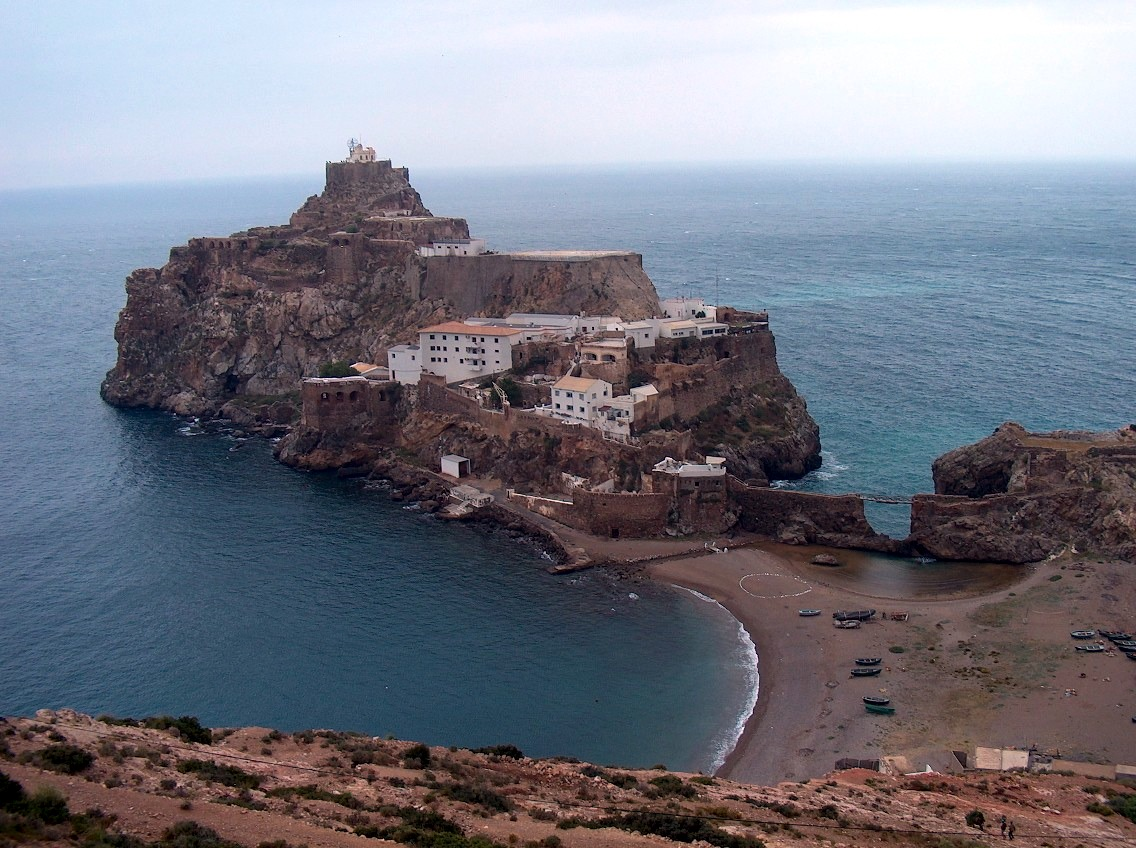
جزيرة قميرة.

بلاثاس دي سوبيرانيا (بالإسبانية: Plazas de soberanía)‏ وتعني («مواقع السيادة»)، وكان تسمى سابقاً (شمال أفريقيا الإسبانية) أو (أفريقيا الإسبانية) هي حالياً الأراضي الإسبانية في شمال أفريقيا على الحدود مع المغرب، ما عدا مدن الحكم الذاتي لمدينتي سبتة ومليلية.
قام الجيش الإسباني منذ سقوط الأندلس بالحفاظ على مواضع عديدة في شمال أفريقيا كوسيلة للدفاع ضد شمال أفريقيا. ولكن خسرت مناطق عديدة مثل وهران، ولا زالت إسبانيا تمارس سيادتها على مناطق مثل جزر إشفارن وصخرة الحسيمة وجزيرة قميرة.
وتعتبر السيادة الإسبانية على «مواقع السيادة» مصدر توتر في العلاقات المغربية الإسبانية بحكم اعتبارها أراض سيادية كذلك بالنسبة للمغرب.

## المواقع الجغرافية
تتكون بلاثاس دي سوبيرانيا من:
- جزر الحسيمة: 35°12′54″N 3°53′47″W / 35.21500°N 3.89639°W
  - صخرة الحسيمة: 35°12′48″N 3°53′21″W / 35.21333°N 3.88917°W
  - جزيرةلا تييرا: 35°12′55.83″N 3°54′8.10″W / 35.2155083°N 3.9022500°W
  - جزيرة مار: 35°13′3.65″N 3°54′2.69″W / 35.2176806°N 3.9007472°W
- جزر إشفارن: 35°11′N 2°26′W / 35.183°N 2.433°W
  - جزيرة كونغريسو: 35°10′43.90″N 2°26′28.31″W / 35.1788611°N 2.4411972°W
  - جزيرة إزابيل الثانية: 35°10′55.77″N 2°25′46.90″W / 35.1821583°N 2.4296944°W
  - جزيرة ري: 35°10′51.72″N 2°25′24.96″W / 35.1810333°N 2.4236000°W
- جزيرة قميرة: 35°10′21.29″N 4°18′2.89″W / 35.1725806°N 4.3008028°W